# Leptosynapta minuta
Leptosynapta minuta is een zeekomkommer uit de familie Synaptidae. De wetenschappelijke naam van de soort werd in 1906 gepubliceerd door S. Becher.

## Beschrijving
Leptosynapta minuta is een kleine, 1 cm lange wormachtige zeekomkommer met tien eenvoudige tentakels en geen buisvoeten. Het dier beweegt zich tussen de grove deeltjes waarin het leeft door te kruipen en zijn tentakels om de stukken grind vast te houden. De spicules zijn ankers die zijn gekoppeld aan ankerplaten met negen gaten.

## Verspreiding en habitat
Op de Britse Eilanden is deze soort alleen bekend van Kilkieran Bay, Co. Galway. Het werd oorspronkelijk beschreven vanuit Helgoland in de Noordzee en is waarschijnlijk wijder verspreid, maar is onder-geregistreerd vanwege de moeilijkheid om het ruwe substraat waarin het leeft te sorteren.